# Brian Backer
Brian Backer (New York, 5 dicembre 1956) è un attore statunitense.
Attivo in campo teatrale, televisivo e cinematografico, ha vinto il Drama Desk Award, Theatre World Award ed il Tony Award al miglior attore non protagonista in un'opera teatrale per la pièce di Woody Allen The Floating Light Bulb, in scena a Broadway nel 1981.

## Filmografia
- The Burning, regia di Tony Maylam (1981)
- Fuori di testa (Fast Times at Ridgemont High), regia di Amy Heckerling (1982)
- Casa, dolce casa? (The Money Pit), regia di Richard Benjamin (1986)
- Scuola di polizia 4 - Cittadini in... guardia (Police Academy 4: Citizens on Patrol), regia di Jim Drake (1987)
- American School (Loser), regia di Amy Heckerling (2000)
- Marie e Bruce - Finché divorzio non vi separi (Marie and Bruce), regia di Tom Cairns (2004)
- Vamps, regia di Amy Heckerling (2012)

## Doppiatori italiani
- Davide Lepore in Fuori di testa